# Podział administracyjny Danii (1970–2006)
Dania w latach 1970–2006 była podzielona na 13 okręgów (duń. amt). Okręgi te dzieliły się na 275 gmin (kommune), z których trzy (Bornholm, Kopenhaga i Frederiksberg) miały dodatkowo uprawnienia okręgów. Podział ten był wynikiem reformy administracyjnej z roku 1970.
1. Kopenhaga (miasto)
2. Frederiksberg (miasto)
3. Kopenhaga (okręg)
4. Frederiksborg Amt
5. Roskilde Amt
6. Zelandia Zachodnia
7. Storstrøms Amt
8. Fionia
9. Jutlandia Południowa
10. Ribe Amt
11. Vejle Amt
12. Ringkjøbing Amt
13. Viborg Amt
14. Jutlandia Północna
15. Århus Amt
16. Bornholm

| Okręg                | Stolica    | Położenie                            | Pow. (km²) | Ludność (2003) | Link                                                               |
| -------------------- | ---------- | ------------------------------------ | ---------- | -------------- | ------------------------------------------------------------------ |
| Århus Amt            | Århus      | płn.-wsch. Jutlandia                 | 4.561      | 649.177        | https://web.archive.org/web/20051224052501/http://www.aaa.dk/      |
| Frederiksborg Amt    | Hillerød   | płn. Zelandia                        | 1.347      | 372.276        | http://www.fr-amt.dk/                                              |
| Fionia               | Odense     | Fionia, Langeland                    | 3.486      | 473.471        | https://web.archive.org/web/20030216233324/http://www.fyns-amt.dk/ |
| Kopenhaga            | Glostrup   | Kopenhaga                            | 526        | 618.016        | http://web.archive.org/web/20020122235730/http://www.kbhamt.dk/    |
| Jutlandia Północna   | Aalborg    | płn. Jutlandia                       | 6.173      | 495.625        | https://web.archive.org/web/20020802113306/http://www.nja.dk/      |
| Ribe Amt             | Ribe       | płd. Jutlandia                       | 3.131      | 224.257        | https://web.archive.org/web/20040629075445/http://www.ribeamt.dk/  |
| Ringkjøbing Amt      | Ringkøbing | zach. Jutlandia                      | 4.853      | 275.044        | https://web.archive.org/web/20040627055505/http://www.ringamt.dk/  |
| Roskilde Amt         | Roskilde   | środkowa Zelandia                    | 891        | 236.151        | http://web.archive.org/web/20011127065247/http://www.ra.dk/        |
| Jutlandia Południowa | Aabenraa   | płd. Jutlandia, Rømø, Alsen          | 3.938      | 253.013        | https://web.archive.org/web/20040521161750/http://sja.dk/          |
| Storstrøms Amt       | Nykøbing   | płd. Zelandia, Lolland, Falster, Møn | 3.398      | 261.188        | http://web.archive.org/web/20011130062830/http://www.stam.dk/      |
| Vejle Amt            | Vejle      | płd.-wsch. Jutlandia                 | 2.997      | 353.284        | https://web.archive.org/web/20070529203412/http://www.vejleamt.dk/ |
| Zelandia Zachodnia   | Sorø       | zach. Zelandia                       | 2.984      | 300.729        |                                                                    |
| Viborg Amt           | Viborg     | płn.-zach. Jutlandia                 | 4.122      | 234.496        | http://web.archive.org/web/20020401224939/http://www.vibamt.dk/    |

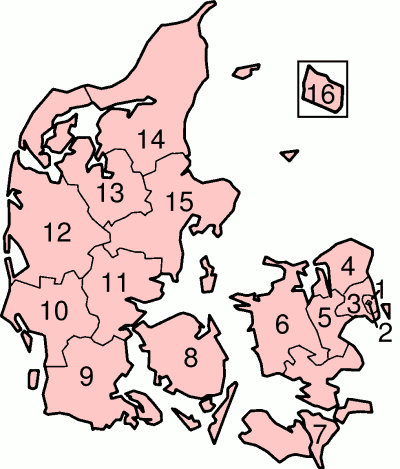

Osobny status miał archipelag Ertholmene (nazywany zazwyczaj Christiansø – od największej wyspy) położony 10 Mm na północny wschód od Gudhjem na Bornholmie. Po dziś dzień archipelag znajduje się pod zarządem duńskiego Ministerstwa Obrony, a pełnię władzy posiada na nim mianowany administrator (nazywany też gubernatorem). Jest to jedyny zamieszkany skrawek Danii nie posiadający samorządu. Istnieje jedynie wybierana przez stałych mieszkańców Rada Wyspy pełniąca funkcję doradczą.